# ریک دی‌مونت

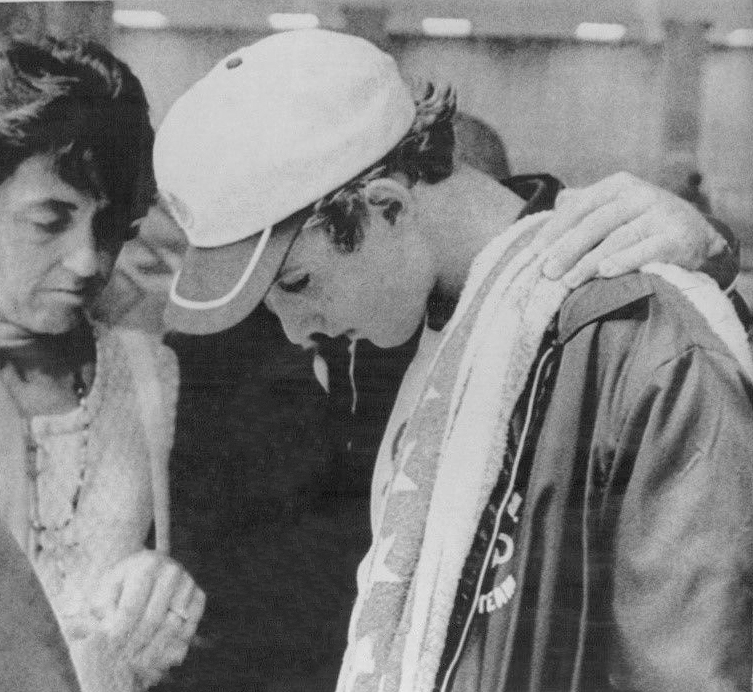
ریک دی مونت(سمت راست)

ریک دی‌مونت (به انگلیسی: Rick DeMont) (زادهٔ ۲۱ آوریل ۱۹۵۶) شناگر اهل ایالات متحده آمریکا است.